# 브란덴부르크 선제후 요한 게오르크
요한 게오르크(Johann Georg, 1525년 9월 11일 ~ 1598년 1월 18일)는 브란덴부르크의 선제후이자 프로이센의 공작으로, 호엔촐레른 왕가 출신이다. 알브레히트 3세 아킬레스의 4대손이며, 요아힘 2세 헥토르어의 아들이다. 근친혼을 통해 폴란드령인 프로이센의 상속권을 획득하여 독일 영토로 병합시켰다.

## 생애
브란덴부르크 쾰른안데어슈프레에서 요아힘 2세 헥토르어와 작센의 막달레네 사이에서 장남으로 태어났다. 1571년 아버지 요아힘 2세의 뒤를 이어 브란덴부르크 선제후에 취임했으며, 분열된 브란덴부르크를 정리한 뒤, 프로이센을 흡수하였다. 프로이센은 본래 폴란드의 속령이으로, 1568년 프로이센의 초대 공작 알브레히트 프로이센이 사망하자 알브레히트의 어린 아들인 알브레히트 2세 프리드리히의 후견인이자 섭정, 공동 통치자 역할을 수행했다.
알브레히트 프로이센은 브란덴부르크선제후 알브레히트 3세 아킬레스의 손자이자 요한 게오르크의 할아버지인 요아힘 1세 네스토르의 사촌 동생이었다. 알브레히트 2세 프리드리히는 그보다 나이가 28세나 어렸으나 요한 게오르크에게는 당숙부 뻘이 되었다. 그는 모든 서류, 물자에 대한 절약정책을 꼼꼼히 단행하여 집사(Oekonom)라는 별명을 얻기도 했다. 한편 농민들을 희생시키면서 귀족과 지주들에게 특권을 주었기 때문에 귀족, 지주들의 지지를 받았다. 루터교 신봉자였던 그는 프랑스와 신성로마제국 각처, 그리고 오스트리아, 네덜란드 등에서 오는 프로테스탄트 망명객을 환영하고 보호하였으나, 이들 나라의 종교전쟁에 개입해달라는 프로테스탄트 제후국 군주나 귀족, 지식인들의 요청은 거절하였다.
첫 부인 소피아에게서 요아힘 프리드리히를 얻었고, 1546년 소피아와의 사별 후 재혼한 두 번째 부인 안스바흐의 자비나는 친척인 호엔촐레른 가문 출신 안스바흐 후작 게오르크의 둘째 딸이었다.
안스바흐 후작 게오르크의 아버지는 안스바흐의 프리드리히 1세(1460-1536)로 그는 요한 게오르크의 고조 할아버지 알브레히트 3세 아킬레스의 아들이자 증조 할아버지 요한 치체로(1455-1499)의 동생이었다. 1598년 1월 18일 쾰른안데어슈프레에서 사망했다.